# Възнесение Господне (Митровци)
„Възнесение Господне“ е православна църква в село Митровци, България, част от Видинската епархия на Българската православна църква.

## История
Църквата е издигната в 1871 година. Част от иконите са рисувани от видния дебърски майстор Аврам Дичов. На иконата на Света Богородица има подпис: „Изъ руки Аврамъ Дичов от село Тресанче околия Деборска 1891“. Стенописите са от 1876 година, а други икони са от Петър и Георги Кръстеви.